# Chacabuco
Chacabuco è una città argentina del nord-ovest della provincia di Buenos Aires, capoluogo del partido omonimo.
Sebbene la sua economia trovi la più importante attività nell'agricoltura ha diverse industrie, chimiche, tessili, metallurgiche, fabbriche di alimentari, fonderie di metalli, industrie casearie, ecc.

## Geografia
Chacabuco sorge nella regione della Pampa umida, a 210 km ad ovest di Buenos Aires. La città occupa un'area di 2.278 km², la sua popolazione secondo il censimento del 1991 è di 43.079 abitanti con una densità di 18,9 ab/km².

## Etimologia
Secondo lo storico Oscar Ricardo Melli la parola Chacabuco deriva da due voci araucane, "Chacay" un albero spinoso (Colletia domiana) e "buvo", pendio. Secondo Melli Chacabuco significa "pendio dei Chacay".
Il nome della città trae origine dalla battaglia che José de San Martín aveva vinto durante guerra d'indipendenza cilena il 12 febbraio 1817.

## Storia
Chacabuco fu fondata con Legge Provinciale il 5 agosto 1865, con il nome di Guardia Nacional per volontà del governatore Mariano Saavedra al fine di ricompensare i reduci distintisi durante la guerra del Paraguay. In quel tempo la famiglia Lynch donò 150 km² della sua proprietà per costruire il nuovo centro urbano. Nel gennaio dell'anno seguente cominciarono i lavori di divisione delle terre e in poco tempo l'area venne conosciuta con il nome Las Estacas. Già a partire dal 1870 la località iniziò ad essere chiamata con il suo nome attuale. Nel novembre 1884 la cittadina fu raggiunta dalla ferrovia proveniente da Buenos Aires e lentamente l'area iniziò ad essere popolata da coloni d'origine italiana, spagnola, francese, irlandese e svizzera.
Il 18 giugno 1918 Chacabuco fu elevata allo status di città.

## Monumenti e luoghi d'interesse
- Chiesa di Sant'Isidoro Agricola

## Società

### Popolazione
Gli abitanti di Chacabuco di discendenza italiana sono originari della Basilicata (da cittadine come Lagonegro (con il quale è gemellata dal 1989), Moliterno, Francavilla sul Sinni, Senise) e, in misura minore, da altre regioni.

## Infrastrutture e trasporti
Chacabuco sorge lungo l'importante strada nazionale 7, che unisce Buenos Aires a Mendoza e al Cile.